# Государственный переворот на Сейшельских Островах (1977)
Государственный переворот на Сейшельских Островах в 1977 году — практически бескровный переворот, произошедший 4-5 июня 1977 года на Сейшельских островах в Индийском океане. От 60 до 200 сторонников Сейшельской народной объединенной партии (СПОП, Объединённая партия народа Сейшельских островов), проходивших подготовку в Танзании, свергли президента Сейшельской демократической партии (СДП) Джеймса Мэнчема, когда тот находился на встрече глав правительств стран Содружества в Лондоне (Великобритания).

## Переворот
Повстанцы взяли под контроль стратегические пункты на главном острове Маэ, где расположена столица Виктория. Центральный полицейский участок был захвачен практически без единого выстрела. Напротив, в полицейском участке Монт-Флери, где хранился арсенал, произошла перестрелка. В ходе боя были убиты полицейский и один из повстанцев.
Заговорщики арестовали шесть офицеров британской армии, которые консультировали сейшельскую полицию с 1976 года, когда Сейшельские острова получили независимость. Офицеры и их семьи, а также председатель Верховного суда Сейшел, Эйден О'Брайен Куинн, судья, прибывший из Ирландии, были высланы в Европу.

## Последствия
Лидер СПОП и премьер-министр Франс-Альбер Рене отрицал, что знал о плане переворота, но уже 5 июня был приведен к присяге в качестве президента и сформировал новое правительство.
Считается, что Рене согласился занять пост президента на трех условиях: гарантировать безопасность политических деятелей, сохранить в силе международные соглашения (включая то, которое позволяло Соединенным Штатам содержать станцию космического слежения AFSCF на Маэ) и запланировать выборы на 1978 год (в итоге они состоялись в 1979 году).
Прокламация лидеров переворота от 13 июня 1977 года приостановила действие Конституции и дала Рене право издавать законы декретом. Другая прокламация от 28 июня 1977 года вовсе отменила Конституцию и заменила ее новой Конституцией, которая ликвидировала парламент и передала все законодательные полномочия президенту. Этот внеконституционный режим сформулировал и принял еще одну Конституцию в 1979 году.
Рене был единственным кандидатом в президенты на выборах в 1979, 1984 и 1989 годах, все из которых он выиграл, набрав более 90% голосов.
В 1981 году против Рене предпринималась попытка государственного переворота, организованная наемниками под руководством Майка Хоара при поддержке ЮАР, но она потерпели неудачу.
Франс-Альбер Рене оставался президентом до 14 июля 2004, когда ушел в отставку, передав полномочия Джеймсу Аликсу Мишелю.